# Faber Courtial
Die Faber Courtial GbR ist ein auf Virtual Reality, historische Rekonstruktionen und visuelle Effekte spezialisiertes Unternehmen. Gegründet wurde es 1998 von Maria und Jörg Courtial in Darmstadt.

## Tätigkeitsbereich
Das Unternehmen ist im Bereich VR, Film, VFX, Animation und Postproduction für hochkarätige VR-Filme, TV-Produktionen, Dokumentationen, Ausstellungen und Imagefilme tätig. Seit 2014 bildet die Produktion hochwertiger VR-Filme einen besonderen Unternehmensschwerpunkt. So hat Faber Courtial zusammen mit dem ZDF die erste vollimmersive VR-Dokumentation für das deutsche Fernsehen überhaupt produziert: die preisgekrönte Produktion „Vulkane VR“. 2016 folgte dann die zweite VR-Produktion für ZDF Terra X mit dem Titel Gladiatoren im Kolosseum. Im Jahr 2017 entstand die VR-Zeitreise Kölner Dom, die im Rahmen des WDR Projekts „Der Kölner Dom in 360 Grad und VR“ produziert und mit dem Grimme Online Award 2017 ausgezeichnet wurde. Seitdem gehört das Unternehmen zu den VR-Vorreitern auf dem deutschen Markt und zählt international zu den Premium-Anbietern von Virtual Reality Content.
Mit der VR-Doku „2nd Step: From Moon to Mars and Beyond“ (dt. Titel: Reise zu Mond und Mars), welche im Auftrag des ZDF begleitend zu einer 3-teiligen Terra X-Dokumentation über Alexander Gersts Einsatz auf der ISS produziert wurde, setzte das Unternehmen seine Erfolgsgeschichte im Bereich VR-Film fort. Die Produktion wurde auf zahlreichen internationalen Filmfestivals gezeigt und mit renommierten VR-Preisen ausgezeichnet, u. a. mit dem „People Choice Award for Best Passive Experience“ beim“Festival of International Virtual & Augmented Reality Stories„(FIVARS) in Toronto/Kanada (2019) sowie als“Best 360 Film (Best Panorama Video)” auf der World Conference on VR in Nanchang/China (2019).
Seit 2018 produziert Faber Courtial auch komplett unabhängig eigenen VR-Film-Content. So entstand mit Unterstützung der Deutschen Telekom die 3-teilige VR-Serie „Follow Me - Rom“, welche den Zuschauer auf eine VR-Reise zu den bedeutendsten Plätzen des Antiken Roms mitnimmt. 2019 folgte der VR-Film „1st Step“ (dt. Titel: Apollo), welcher die Apollo-Missionen zum Inhalt hat.
Neben VR-Filmen zählen zu den weiteren Spezialgebieten des Unternehmens außerdem die (fotorealistische) Rekonstruktion historischer Gebäude, Landschaften und Artefakte in Zusammenarbeit mit Historikern und Archäologen, 3D-animierte Landkarten, 3D-Stereo-Produktionen sowie rein virtuelle Filme mit realen Darstellern, etwa Reenactment-Gruppen oder Schauspielern. In einer Animation für das Erlebnismuseum Time Travel Vienna treten z. B. die Schauspielerinnen Vicky Krieps als Sissi und Rita Winkelmann als Erzherzogin Maria Theresia auf.
Aufgrund seiner hochkarätigen Animationen, die durch ihren unverwechselbaren Stil und hoher künstlerischer Qualität überzeugen, gehört Faber Courtial inzwischen auch zu den Premium-Anbietern im Bereich Film/Dokumentation. Zu den ersten namhaften Produktionen zählten beispielsweise „Die Deutschen“ I & II, „Universum der Ozeane“ mit Frank Schätzing (Gruppe 5 Filmproduktion 2008 & 2010) oder „Unterwegs in der Weltgeschichte“ mit Hape Kerkeling (Interscience Film 2011). Ganz aktuell sei die ZDF Terra X Dokumentation „Aufbruch ins All mit Alexander Gerst“ (2018), die ZDF-Doku „Hannibal – Marsch auf Rom“ (2018) sowie die große „Europa-Saga“ aus dem Jahr 2017 genannt, die für das ZDF und arte produziert wurde. Aufgrund der langen Liste an Projekten, die im Laufe der 20-jährigen Unternehmensgeschichte realisiert wurden, verfügt das Unternehmen mittlerweile über ein enorm umfangreiches Setarchiv, das neben genauesten anatomischen und geologischen Assets auch Rekonstruktionen nahezu aller Epochen und Kulturen umfasst.
Neben den großen deutschen TV-Sendern darf Faber Courtial auch zahlreiche Museen zu seinen Kunden zählen, darunter die Reiss-Engelhorn-Museen in Mannheim, das Landesmuseum Württemberg in Stuttgart und das Historische Museum der Pfalz Speyer. Für das 2012 eröffnete Archäologiemuseum Limeseum Ruffenhofen entwickelte Faber Courtial u. a. eine App in Augmented Reality.

## Geschichte
Faber Courtial wurde 1998 von Maria und Jörg Courtial, die beide Industrie Design in Darmstadt studierten, gegründet. Bis 2004 war die Firma vorrangig im Bereich Imagefilm und Produktwerbung tätig, u. a. für Fraport, McDonald’s, Neff und Airbus. Die Arbeiten wurden auf verschiedenen Festivals prämiert. 2005 folgte mit der Dokumentation „Die Mongolen“ die erste große Produktion für das Fernsehen. Seitdem liegt der Schwerpunkt auf der Erstellung von hochwertigen Animationen, Matte Paintings, Set Extentions, Compositings und Crowdreplikationen für Fernsehdokumentationen (ARD, ZDF, arte, SWR uvm.) sowie Ausstellungen. Derzeit arbeiten mehrere VFX-, CGI- und Compositing-Spezialisten und ein Archäologe im Firmensitz sowie verschiedene freiberufliche Gestalter und Wissenschaftler für Faber Courtial. Seit 2014 ist das Unternehmen im Bereich „VR-Film“ tätig; ab 2018 erstmals auch mit komplett inhouse erstellten VR-Eigenproduktionen.

## Filmografie

### Fernsehdokumentationen
- 2005 Die Mongolen, ZDF
- 2006 Die Juden – Geschichte eines Volkes, ARD
- 2006 Terra X: Sturm über China: Das Geheimnis des ersten Kaisers, ZDF
- 2007 Die Germanen, ARD
- 2008 Die Deutschen I, ZDF
- 2009 Sternstunden der Deutschen, ZDF
- 2009 Kampf um Germanien, ZDF
- 2009 Terra X: Schliemanns Erben: Der Limes, ZDF
- 2009 Terra X: Kathedralen der Steinzeit. Europas frühe Monumente, ZDF
- 2010 Terra X: Universum der Ozeane, ZDF
- 2010 Terra X: Schliemanns Erben: Die versunkene Stadt der Wolkenmenschen, ZDF
- 2010 Terra X: Schliemanns Erben: Vorstoß der Deutschen Hanse, ZDF
- 2010 Terra X: Superbauten – Der Kölner Dom, Die Dresdner Frauenkirche, Schloss Neuschwanstein, ZDF
- 2010 Terra X: Die Deutsche Hanse – Eine heimliche Supermacht, ZDF
- 2010 Die Deutschen II, ZDF
- 2010 Das Römer-Experiment, SWR
- 2010 Evolution. Entstehung des Lebens auf dem Planeten Erde, FaberCourtial
- 2010 Mission X: Das unsichtbare Netz | Sieg der Dampfrakete, ZDF
- 2010 Das Weltreich der Deutschen, ZDF
- 2011 Terra X: Unterwegs in der Weltgeschichte, ZDF
- 2011 Der heilige Krieg, ZDF
- 2011 Terra X: Sturm auf Jerusalem, ZDF
- 2011 Terra X: Ägypten, ZDF
- 2011 Terra X: Jagd nach dem Himmelsfeuer, ZDF
- 2012 Die Kelten im Südwesten, SWR
- 2012 Die Bernsteinstraße, ZDF
- 2012 Schlösserwelten Europas, arte/ZDF
- 2012 Mission Bayern, Diözese Eichstätt/arte
- 2012 Stille Nacht in Stalingrad, ZDF
- 2013 Terra X: Wilder Planet – Katastrophen, ZDF
- 2013 Schwarzwaldgeschichte(n), SWR
- 2013 Terra X: Die letzten Minuten. Archäologie auf Schlachtfeldern,[8] ZDF
- 2014 Chachapoya – Karthagos vergessene Krieger, arte
- 2014 Das Mittelalter-Experiment, SWR
- 2014 Terra X: Der zündende Funke – die Geschichte des Feuerwerks, ZDF
- 2014 Terra X: Die Welt der Ritter, ZDF
- 2014 Die Welt der Ritter, ZDF
- 2014 Leschs Kosmos: Big Data, ZDF
- 2014 Terra X: Supertalent Mensch, ZDF
- 2014 Terra X: Alexander der Große- „Auf dem Weg zur Macht“ und „Bis ans Ende der Welt“, ZDF/ORF/arte
- 2015 Terra X: Deutschlands Städte, ZDF / arte Ist in der ZDF Mediathek verfügbar:[9]
- 2015 Spuren im Stein: Die Eifel, SWR
- 2015 Pfalzgeschichten, SWR
- 2015 Terra X: Faszination Erde – „Goldenes Dreieck“ und „Wasserjagd in der Wüste“, ZDF
- 2015 Barock im Südwesten, SWR
- 2015 Terra X: Piraten – Die Wolf, ZDF
- 2015 Terra X: Magisches Deutschland – Geheime Kultplätze und Opferstätten, ZDF
- 2015 Schlafende Riesen – Supervulkane, ZDF / arte
- 2015 Sueben / Alamannen, SWR
- 2015 Rom am Rhein, ZDF / arte
- 2015 Gigant des Nordens, Hamburgs Aufstieg zum Welthafen, NDR
- 2016 Terra X: Große Völker, ZDF
- 2016 Schätze der Welt Spezial: Die Renaissance - Aufbruch in eine neue Zeit, SWR
- 2016 Spuren im Stein: Die Schwäbische Alb (Teilanimationen), SWR
- 2017 Ach, Europa, arte
- 2017 Die Europasaga, ZDF
- 2017 Terra X Faszination Erde: Arabien – Zauberwelt zwischen den Welten, ZDF
- 2017 Terra X Faszination Erde: Sri Lanka – Geschenk des Himmels, ZDF
- 2017 Das Luther Tribunal. 10 Tage im April, ZDF / arte
- 2017 Bodenseegeschichten, SWR
- 2017 Leschs Wellenbrecher: Tsunamis, ZDF
- 2017 Spuren im Stein: Das Nördlinger Ries, SWR
- 2017 Quarks & Co: Die Erde ohne Schnee, WDR
- 2017 Spuren im Stein: Das Allgäu, SWR
- 2017 Spuren im Stein: Der Hunsrück, SWR
- 2018 Rätselhafte Phänomene: Verschwundene Inseln und wandernde Steine, ZDF
- 2018 Rätselhafte Phänomene: Erdlöcher und blaue Wunder, ZDF
- 2018 Terra X Faszination Erde: Die Weltenveränderer
- 2018 Spuren im Stein: Der Kaiserstuhl, SWR
- 2018 Terra X: Ungelöste Rätsel der Archäologie, ZDF
- 2018 Terra X: 1000 Jahre Wormser Dom, ZDF
- 2018 Die Industrialisierung des Südwestens, SWR
- 2018 10 Fragen zum Christentum, ZDF
- 2018 Hannibal – Marsch auf Rom, ZDF
- 2019 Terra X – Aufbruch ins All mit Alexander Gerst, ZDF

### Ausstellungen / Archäologie
- 2009 Alexander der Große und die Öffnung der Welt, Reiss-Engelhorn-Museen
- 2009 Schätze des alten Syrien – Die Entdeckung des Königreichs Qatna, Landesmuseum Württemberg
- 2009 Imperium – Konflikt – Mythos, LWL Römermuseum Haltern
- 2010 Die Staufer und Italien, Reiss-Engelhorn-Museen
- 2011 Römerkastell Saalburg
- 2011 Der Naumburger Meister – Bildhauer und Architekt im Europa der Kathedralen, Landesausstellung Sachsen-Anhalt Naumburg/Saale
- 2011 Keltenwelt am Glauberg
- 2012 Erlebnismuseum Time Travel, Wien
- 2012 LegendäreMeisterWerke. Kulturgeschichte(n) aus Württemberg, Landesmuseum Württemberg
- 2012 Römerpark Ruffenhofen / Limeseum
- 2012 Die Welt der Kelten. Zentren der Macht – Kostbarkeiten der Kunst, Landesmuseum Württemberg und Archäologisches Landesmuseum Baden-Württemberg
- 2013 360°-Fernrohr, Kloster Rupertsberg / Bingen am Rhein
- 2013 Die Wittelsbacher am Rhein. Die Kurpfalz und Europa, Reiss-Engelhorn-Museen
- 2013 Bettelbühl. Das Grab der Keltenfürstin, Landesdenkmalamt Baden-Württemberg
- 2013 Archaeorama, Pfahlbaumuseum Unteruhldingen Bodensee
- 2013 Baustelle Gotik – Das Freiburger Münster, Augustinermuseum
- 2014 Georg Büchner. Revolutionär mit Feder und Skalpell, Institut Mathildenhöhe Darmstadt / Darmstadtium
- 2014 Freilichtmuseum Heuneburg – Keltenstadt, Landesdenkmalamt Baden-Württemberg
- 2014 Die Künstlerkolonie-Ausstellung 1914 – Eine digitale Zeitreise, Institut Mathildenhöhe Darmstadt
- 2014 Xanten – Colonia Ulpia Traiana, LVR-Archäologischer Park Xanten/LVR-RömerMuseum
- 2015 De Koninck Brauerei Museum Antwerpen, Dauerausstellung, Biererfgoed VZW 201
- 2015 Die Haller Landhege, Gemeinde Rosengarten/Erlebniswelt.com (LEADER-Projekt)
- 2016 Luther in Worms,[10] Stadt Worms
- 2017 Die Alte Burg, Landesamt für Denkmalpflege, Baden-Württemberg
- 2017 Die Päpste und die Einheit der lateinischen Welt,[11] CES für die Reiss-Engelhorn-Museen
- 2017 Richard Löwenherz. König – Ritter – Gefangener. Historisches Museum der Pfalz Speyer[12]
- 2019 Marmorsaal VR Karlsruher Schloss, Virtuelle Zeitreise / im Auftrag des Badischen Landesmuseums[13]

### VR-Produktionen
- 2015 Vulkane VR, erster immersiver Auftritt des ZDF
- 2016 Gladiatoren im Kolosseum VR, in Zusammenarbeit mit dem ZDF
- 2017 Kölner Dom - VR Zeitreise, in Zusammenarbeit mit dem WDR
- 2018 2nd Step:From Moon to Mars and Beyond (Dt. Titel: Reise zu Mond und Mars) in Zusammenarbeit mit dem ZDF
- 2018 Follow Me - Rom, VR-Serie Eigenproduktion Faber Courtial
- 2019 1st Step (Dt. Titel: Apollo), VR-Eigenproduktion Faber Courtial (in Zusammenarbeit mit der Dt. Telekom)
- 2019 Marmorsaal VR Karlsruher Schloss, Virtuelle Zeitreise / im Auftrag des Badischen Landesmuseums
- 2020 Déjà-Vu (working title), derzeit in Produktion, Eigenproduktion Faber Courtial

## Auszeichnungen
- 2003 „It's time to move“
  - Animago Award, 1. Platz „Innenarchitektur“[14]
- 2004 AIDA „Foldable passenger seat“
  - Animago Award, 1. Platz „Professional Produktdesign“[14]
- 2008 Animation Neff-Evolution
  - ITVA-Award in Gold, Design in Motion[14]
- 2012 „Timeride Vienna“
  - Animago Award 2012, 1. Platz „Beste Stereo 3D-Produktion“[15]
  - Perron of Crystal Award, 3D Film Festival / 3D Stereo Media Lüttich/Belgien, 1. Platz „Alternative Content“[16]
- 2016 „Volcanos VR“
  - Gewinner Gold Panda Award 2016 “Most Innovative Program”, International Gold Panda Documentary Festival, Sichuan/China,
  - What’s the buzz Reel - World Congress of Science and Factual Producers (WCSFP), China
- 2017 Gladiators in the Colosseum[17]
  - Gewinner EMEA Lumière Award (Stereopsia), Brüssel/Belgien
  - Gewinner Next Reality Contest,[18] Hamburg/Deutschland
  - Gewinner “Best VR Short” Evolution! Festival, Palma de Mallorca/Spain
  - Gewinner Best VR Project, Filmchella Filmfestival, Joshua Tree/USA
  - Gewinner 60th Cine Golden Eagle Award for Independent & Emerging Media, category “Virtual Reality/Scripted”, USA
- 2017 „VR Zeitreise Kölner Dom“
  - Grimme Online Award,[19] Kategorie „Kultur und Unterhaltung“ (zusammen mit dem WDR für das Projekt „Der Kölner Dom in 360° und VR“)
- 2019
  - Gewinner “Grand Prix” BCN 360 VR & AR Market, Barcelona/Spanien
  - Gewinner “Best Picture” 360 Film Festival, Paris/Frankreich[20]
  - Gewinner „People’s Choice Award for Best Passive Experience“, Festival of International Virtual & Augmented Reality Stories, Toronto/Kanada[21]
  - Gewinner "Best 360 Film (Best Panorama Video)” World Conference on VR, Nanchang/China

## Medien
- 2010 Die Staufer und Italien. Drei Innovationsregionen im mittelalterlichen Europa, DVD, Reiss-Engelhorn-Museen Mannheim[22]